# Wilfrid Hyde-White
Wilfrid Hyde-White, född 12 maj 1903 i Bourton-on-the-Water, Gloucestershire, död 6 maj 1991 i Woodland Hills nordväst om Los Angeles, Kalifornien, var en brittisk skådespelare. 
Han fick skådespelarutbildning vid Royal Academy of Dramatic Art och gjorde såväl scen- som filmdebut 1936. Han vann stor popularitet med sin torra humor och sina okynniga blinkningar i en rad filmer.

## Filmografi i urval
- Rembrandt (1936)
- Han kom som en främling (1943)
- Det hände på Capri (1949)
- Den tredje mannen (1949)
- Miljonpundsedeln (1953)
- 1956 – En flicka på kroken
- Hjälten från Kalapur (1959)
- Låt oss älska (1960)
- My Fair Lady (1964)
- 1965 – Operation "Likvidering"
- 1965 – Ten Little Indians
- Vi litar på Gud (1980)